# Foot Ball Club Brescia 1922-1923
Questa pagina raccoglie i dati riguardanti il Foot Ball Club Brescia nelle competizioni ufficiali della stagione 1922-1923.

## Stagione
In casa bresciana è tornato in nazionale il portiere Giuseppe Trivellini, che aveva già difeso la porta italiana prima della guerra.
Con nove centri il miglior marcatore bresciano è Eridio Bonardi, buono anche il bottino di otto reti di Guido Ros.

## Rosa
| N. |                   | Ruolo | Calciatore          |
| -- | ----------------- | ----- | ------------------- |
|    | Italia (bandiera) | P     | Giuseppe Trivellini |
|    | Italia (bandiera) | D     | Giovanni Bellardi   |
|    | Italia (bandiera) | D     | Carlo Bersani       |
|    | Italia (bandiera) | D     | Alessandro Bollani  |
|    | Italia (bandiera) | D     | Ottorino Firmo      |
|    | Italia (bandiera) | D     | Angelo Pasolini     |
|    | Italia (bandiera) | D     | Battista Pisa       |
|    | Italia (bandiera) | D     | Alfredo Ratti (II)  |
|    | Italia (bandiera) | D     | Luigi Vielmi (III)  |
|    | Italia (bandiera) | C     | Balzarini           |
|    | Italia (bandiera) | C     | Pierino Bissolotti  |
|    | Italia (bandiera) | C     | Giovanni Ferrero    |

| N. |                   | Ruolo | Calciatore              |
| -- | ----------------- | ----- | ----------------------- |
|    | Italia (bandiera) | C     | Berardo Frisoni (I)     |
|    | Italia (bandiera) | C     | Raffaello Furia         |
|    | Italia (bandiera) | C     | Giovanni Lanfritto      |
|    | Italia (bandiera) | C     | Carlo Ratti (I)         |
|    | Italia (bandiera) | C     | Zuccoli                 |
|    | Italia (bandiera) | A     | Eridio Bonardi          |
|    | Italia (bandiera) | A     | Giovanni Borghetti      |
|    | Italia (bandiera) | A     | Luigi Giuseppe Giuliani |
|    | Italia (bandiera) | A     | Guido Ros               |
|    | Italia (bandiera) | A     | Giuseppe Lunghi         |
|    | Italia (bandiera) | A     | Vittorio Rizzi          |

## Risultati

### Prima Divisione

#### Girone d'andata
| Arbitro: | Dani (Genova) |

|                                   |           |         |
| Baione 20’ Migliore 45’, 59’, 86’ | Marcatori | 26’ Ros |

| Arbitro: | Barnabò (Milano) |

|                             |           |             |
| Cusano 33’ Bergamino II 49’ | Marcatori | 27’ Bonardi |

| Arbitro: | Muttoni (Treviglio) |

|                                |           |  |
| Frisoni I 30’ Bonardi 81’, 88’ | Marcatori |  |

| Arbitro: | Bertazzoni (Modena) |

|                    |           |                        |
| Frisoni I 87’, 90’ | Marcatori | 30’ Preti II 62’ Banfi |

| Arbitro: | Crivelli (Milano) |

|             |           |  |
| Bonardi 12’ | Marcatori |  |

| Arbitro: | Barnabò (Milano) |

|             |           |                             |
| Bonardi 17’ | Marcatori | 14’ Fagiuoli 81’ Busini III |

| Novi Ligure 12 novembre 1922 5ª giornata | Novese         | 0 – 0 | Brescia | Campo di Piazza d'Armi\| Arbitro: \| Guiot (Milano) \| |
| Arbitro:                                 | Guiot (Milano) |       |         |                                                        |

| Brescia 19 novembre 1922 6ª giornata | Brescia               | 0 – 0 A tav. | US Milanese | Stadio di via Cesare Lombroso\| Arbitro: \| Pasquinelli (Bologna) \| |
| Arbitro:                             | Pasquinelli (Bologna) |              |             |                                                                      |

| Arbitro: | Venegoni (Legnano) |

|                                   |           |  |
| Bonardi 13’, 28’, 34’ Ratti I 42’ | Marcatori |  |

| Arbitro: | Brunetti (Torino) |

|            |           |  |
| Milano 60’ | Marcatori |  |

| Arbitro: | Trezzi (Milano) |

|             |           |  |
| Roggero 49’ | Marcatori |  |

| Arbitro: | Scamoni (Torino) |

|  |           |                                                                  |
|  | Marcatori | 3’, 67’ Giuliani 53’, 70’, 80’ Furia 69’Pasolini 76’ (aut.) Gaia |

| Arbitro: | Cattaneo (Milano) |

|                                     |           |  |
| Ros 1’, 22’ Furia 46’ Borghetti 48’ | Marcatori |  |

| Arbitro: | Pinasco (Sestri Ponente) |

|                    |           |  |
| Carcano 84’ (rig.) | Marcatori |  |

| Arbitro: | Scamoni (Torino) |

|                                                       |           |               |
| Scazzola 2’ Jacoponi II 42’ Paolini 80’ Scotti II 83’ | Marcatori | 40’ Borghetti |

#### Girone di ritorno
| Arbitro: | Majani (Torino) |

|                           |           |  |
| Borghetti 19’ Bonardi 50’ | Marcatori |  |

| Brescia 11 febbraio 1923 13ª giornata | Brescia          | 0 – 0 | Andrea Doria | Stadio di via Cesare Lombroso\| Arbitro: \| Tradico (Milano) \| |
| Arbitro:                              | Tradico (Milano) |       |              |                                                                 |

| Arbitro: | Grossi (Milano) |

|                             |           |  |
| Preti II 38’, 79’ Banfi 88’ | Marcatori |  |

| Arbitro: | Livraghi (Milano) |

|                                   |           |                |
| Busini I 3’ (rig.) Busini III 23’ | Marcatori | 64’ Bissolotti |

| Arbitro: | Bellini (Padova) |

|                          |           |             |
| Ros 32’, 70’ Bonardi 88’ | Marcatori | 73’ Masetti |

| Arbitro: | Majani (Torino) |

|                                                    |           |         |
| Scarioni 43’ (rig.) Pasqualetto 65’ Olvieri II 89’ | Marcatori | 80’ Ros |

| Arbitro: | Livraghi (Milano) |

|                      |           |  |
| Balzarini 2’ Ros 68’ | Marcatori |  |

| Arbitro: | A.Gama (Milano) |

|               |           |  |
| Borghetti 73’ | Marcatori |  |

| Arbitro: | Pasquinelli (Bologna) |

|          |           |  |
| Conti 5’ | Marcatori |  |

| Arbitro: | Venegoni (Legnano) |

|             |           |                    |
| Ratti I 10’ | Marcatori | 33’ (aut.) Bersani |

| Arbitro: | Sanguineti (Genova) |

|                        |           |                 |
| Bellardi 17’ Furia 41’ | Marcatori | 62’ Jacoponi II |

## Statistiche

### Statistiche di squadra
| Competizione               | Punti | In casa | In casa | In casa | In casa | In casa | In casa | In trasferta | In trasferta | In trasferta | In trasferta | In trasferta | In trasferta | Totale | Totale | Totale | Totale | Totale | Totale | DR |
| Competizione               | Punti | G       | V       | N       | P       | Gf      | Gs      | G            | V            | N            | P            | Gf           | Gs           | G      | V      | N      | P      | Gf     | Gs     | DR |
| -------------------------- | ----- | ------- | ------- | ------- | ------- | ------- | ------- | ------------ | ------------ | ------------ | ------------ | ------------ | ------------ | ------ | ------ | ------ | ------ | ------ | ------ | -- |
| Prima Divisione - girone C | 20    | 11      | ..      | .       | .       | ..      | .       | 11           | .            | .            | .            | ..           | ..           | 22     | 8      | 4      | 10     | 34     | 28     | +6 |

### Statistiche dei giocatori
| Giocatore       | Prima Divisione | Prima Divisione |
| Giocatore       | Presenze        | Reti            |
| --------------- | --------------- | --------------- |
| Balzarini       | 5               | 1               |
| G. Bellardi     | 24              | 1               |
| C. Bersani      | 24              | 0               |
| P. Bissolotti   | 7               | 1               |
| A. Bollani      | 3               | 0               |
| E. Bonardi      | 20              | 9               |
| G. Borghetti    | 11              | 4               |
| G. Ferrero      | 1               | 0               |
| O. Firmo        | 18              | 0               |
| B. Frisoni (I)  | 16              | 2               |
| Furia           | 18              | 5               |
| L.G. Giuliani   | 6               | 2               |
| G. Lanfritto    | 3               | 0               |
| G. Lunghi       | 4               | 0               |
| A. Pasolini     | 12              | 1               |
| B. Pisa         | 12              | 0               |
| C. Ratti I      | 23              | 3               |
| A. Ratti II     | 3               | 0               |
| V. Rizzi        | 1               | 0               |
| G. Ros          | 19              | 8               |
| G. Trivellini   | 25              | -33             |
| L. Vielmi (III) | 16              | 0               |
| Zuccoli         | 2               | 0               |